# Wikimedián roku
Wikimedián roku (anglicky Wikimedian of the Year; do roku 2016 Wikipedista roku, anglicky Wikipedian of the Year) je cena, která je každoročně udělována wikipedistům či editorům dalších projektů Nadace Wikimedia za mimořádné úspěchy v jejich činnosti.

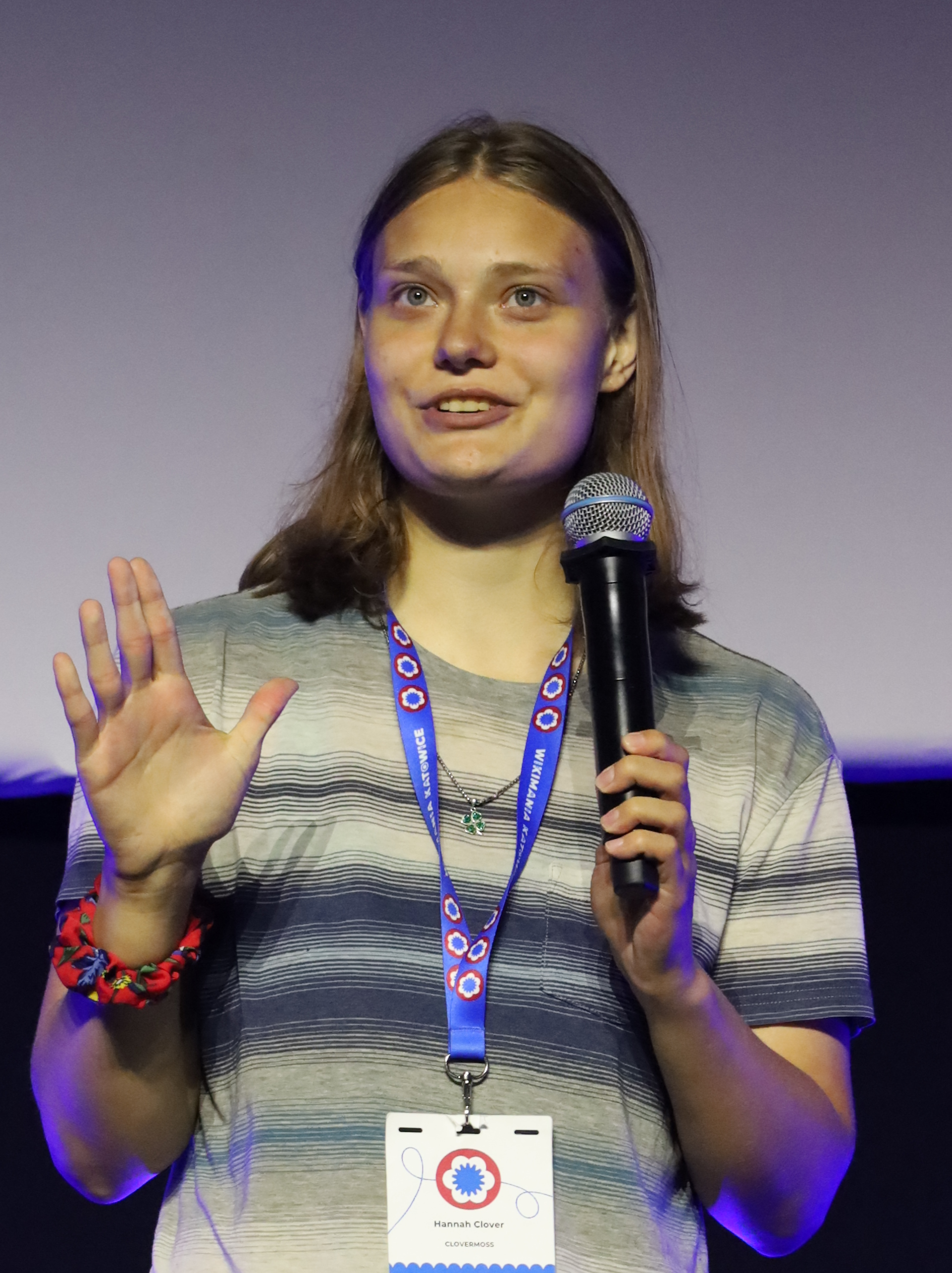
Hannah Clover, správkyně anglické Wikipedie oceněná v roce 2024

Udělována je každoročně na Wikimanii (s výjimkami v letech 2020, 2021 a 2022 z důvodu pandemie covidu-19) zakladatelem Wikipedie Jimmym Walesem.
Cena je udělována v několika různých kategoriích, v roce 2021 byla například poprvé udělena v kategorii nováček roku, v roce 2024 byla kupříkladu poprvé udělena cena také v kategorii funkcionář roku.
Poprvé byla udělena v roce 2011. Do roku 2016 se ocenění jmenovalo Wikipedian of the Year, česky Wikipedista roku.